# 崔忠獻
崔忠獻（：／ Choe Chung-heon；1149年—1219年10月29日），朝鮮半島高麗中葉時期武將、政治家、武臣政權掌權者。原名崔鸞，本貫牛峯。
1196年，崔忠獻推翻李義旼的統治，建立自己的武臣政權，成為崔氏政權的第一代掌權者。此後，他消滅了政敵杜景升以及弟弟崔忠粹和外甥朴晉材，開始其獨裁統治。
崔忠獻任內實行了一系列改革政策，使高麗國力得以恢復。他還試圖恢復被先前的武臣政權破壞的高麗文化。任內以專橫作風肅清政敵，鎮壓僧侶、農民、奴隸的起義。為了穩固自己的統治，他甚至先後廢黜了三位君主，正因為如此，他被朝鮮傳統史官們視為逆臣。1209年，崔忠獻創立了武臣政權統治機構教定都監，自任該機構的長官「教定別監」，為武臣政權提供了合法性，使崔氏政權的統治在其去世後得以延續。

## 出身及早年功業
據《高麗史·叛逆列傳·崔忠獻列傳》的記載，崔忠獻初名崔鸞，本貫牛峯，其父崔元浩曾擔任上將軍一職。崔忠獻的祖先不詳；根據崔忠獻的墓誌銘得知，其祖父名崔貞現，曾祖父名崔周幸，二人都在崔忠獻掌權之後被追贈為守太師、開府儀同三司、中書令、上將軍。
崔忠獻在早年憑籍父蔭補任「良醞令」一職，後歷任成陵直、衛尉侍注簿、興威尉保勝散員等官職。年青時，高麗在毅宗二十四年（1170年）發生武臣政變，隨後進入了武人頻起奪權的動盪時代。明宗四年（1174年），西京留守趙位寵起兵反抗掌握政權的鄭仲夫、李義方等武人。崔忠獻參與了平定趙位寵的叛亂，獲得元帥奇卓誠的賞識。因此功勞，他被任命為戰鋒別抄的都領，後升本衛別將。明宗六年（1176年）任知安東府事副使。十年（1180年），任鷹揚府攝郎將，翌年任郎將。

## 政變奪權
明宗二十六年（1196年），李義旼之子李至榮所強奪崔忠獻弟弟崔忠粹家中養的鵓鴿。崔忠粹前去要求歸還，李至榮大怒，命令家僮將他綁起來打他其後背，將他關押兩天方才放回。崔忠粹甚為怨恨，對崔忠獻說執掌政權的李義旼父子四人「實為國賊」，必需剷除。經過弟弟的堅決勸說後，崔忠獻便決定行事。當時明宗前往普濟寺拜佛，李義旼稱病前往彌陀山別墅。崔忠獻兄弟於是糾合外甥朴晉材、族人盧碩崇等人將刀藏在袖子中，在別墅門外等候。李義旼出門將要上馬的時候，崔忠粹突然衝出來對其發起攻擊，但沒有成功。崔忠獻見狀衝上前去將李義旼成功斬殺，跟隨的數十人望風而潰。隨後，崔忠獻派盧碩崇持李義旼首級返回開京，將其號令於市集中示眾。李義旼的突然被殺讓開京人都不知所措，《高麗史》記載當時「觀者驚噪，聲振都下」。明宗聞變，連忙趕回宮中，崔忠獻兄弟騎馬持刀返回開京，在十字街遇上了監行領將軍白存儒，便將變故緣由告訴了他，白存儒欣然跟隨。隨後兄弟二人率兵至宮門前，向明宗歷數李義旼之罪。之後，二人假藉明宗的命令，同大將軍李景儒、崔文清等討伐李義旼餘黨，誅殺了李義旼三族。
然而隨後便開始大肆清除異己，以圖謀叛亂的罪名，將平章事權節平、孫碩、將軍權允、柳森栢，御史中丞崔赫尹等人逮捕殺害。上將軍吉仁在壽昌宮聞變，急忙與將軍兪光、朴公襲等人擅自開啓了武庫，用兵器武裝了千餘名禁軍及宦官、奴隷，讓他們對抗崔忠獻。雙方在街頭對峙，崔忠獻以敢死隊十餘人為先鋒發起突襲，吉仁一方望風而潰。吉仁等人逃入壽昌宮，閉門拒守。崔忠獻率兵將壽昌宮包圍，白存儒準備使用火攻，吉仁害怕，翻墻逃脫。明宗派人開門，召崔忠獻兄弟。崔忠獻兄弟懷疑吉仁在宮中，奏請進宮誅殺餘黨，得到明宗的允許。隨後崔忠獻派郎將崔允匡率兵進宮，兪光、朴公襲自刎身亡。之後，派人逮捕平章事李仁成、上將軍李康濟、文得呂、左承宣文迪、右承宣崔光裕、大司成李純祐、太僕卿潘就正、起居郎崔衡、郎中文洪賁等三十六人囚禁在仁恩館，將他們殺害。

## 改革時弊
崔忠獻兄弟奪權後不久就向明宗提出《封事十條》，試圖宣傳其執政的正當性，並要求改革當時的一些時弊：
1. 國王宜入御正殿，承天永命。
2. 應減少無能而不必要的官員，依據祿俸數量來設置官職。按照實際情況頒發土地，除公田外賞賜臣民。
3. 應整備土地制度，遏制不當的土地兼併。由於有勢力之人貪婪地奪佔公私田，致使朝廷無法根據田丁數字來收稅徵兵，應派人核驗公文，將被佔的田地交還原有者。
4. 應公正地釐定公私租賦，禁止權貴侵害百姓的財產。
5. 應禁止諸道向皇室貢進的制度，以免諸道使以進貢為藉口來盤剝百姓。
6. 國王不可迷信佛教，應禁止僧侶隨意出入王宮。同時，應禁止王室向民間放高利貸。
7. 州郡官吏多貪鄙之輩，而諸道置至不問。因此，應選拔廉直的州郡吏。
8. 朝臣大肆營造宅邸，身著華麗衣裳，風俗敗壞。應禁止朝臣們奢侈的生活，提倡節儉。
9. 國內大量濫造佛寺破壞了山川風水，這是導致災變頻發的原因。應整頓廟宇，將國內裨補寺刹全部拆除。
10. 應選拔敢於直言諫諍的省臺官員。

崔忠獻任內實行了一系列改革政策，使高麗國力得以恢復，而他本人也自負地形容自己治下的高麗「國富兵強」。當邊境有急報傳來時，他認為是小事而加以怒罵，致使邊將在兩三城失陷以後才敢飛報朝廷。這一舉措使邊防疏忽鬆懈而誤事，在高宗三年（1216年），高麗邊境曾一度被東遼國（契丹遺族）入寇，弄致「京城無備，人情恟懼」，高麗好不容易才將東遼兵擊退。此外，高宗六年（1219年）擊退東遼侵略的趙沖、孫永等將領曾批評崔忠獻，說他授予爵位視行賄多少決定。但據《高麗史》記載，他也曾佔奪公私民田，至其子崔瑀掌權時才歸還原主。

## 廢黜明宗、擁立神宗
在鏟除了李義旼勢力之後，明宗任命崔忠獻左承宣，尋知御史臺事、監門衛攝大將軍，隨後知禮部事兼御史臺知事、太子詹事。明宗二十七年（1197年），賜崔忠獻為忠誠佐理功臣、崔忠粹為輸忠贊化功臣，追贈其父崔元浩為奉議贊德功臣、守太尉、門下侍郎，圖形閣上。同年，崔忠獻認為明宗年老懶政且親近宵小、太子王璹（後來的康宗）迷信佛教且性格軟弱，決定要立明宗之弟平涼公王旼（後改名王晫）為王。中書令杜景升、樞密院副使柳得義、將軍高安祐、大將軍白富公、親從將軍周元迪、將軍石城柱、侍郎李尙敦、郞中宋韙、廉克鬈、御史申光漢、大禪師淵湛等人不服，崔忠獻將他們流放遠方。隨即廢黜明宗，擁立平涼公王旼為王，是為神宗。崔忠獻被封為靖國功臣三韓大匡大中大夫上將軍柱國，其權勢更加鞏固。至此朝政完全被崔氏控制，而而高麗國王僅僅只是一個傀儡而已。
神宗即位後不久，崔忠粹希望讓自己的女兒嫁給太子王淵（後來的熙宗）為妃，但神宗不高興。於是崔忠粹脅迫太子妃王氏出宮，並定下成婚之期。崔忠獻得知後，便以李義方將女兒嫁給太子王璹的故事來勸說崔忠粹放棄這個念頭。崔忠粹答應了，但不久後就反悔了。其母前去規勸，崔忠粹推之仆地。崔忠獻藉此機會召集親族朴晉材及金躍珍、盧碩崇，決定鏟除崔忠粹，得到他們的支持，崔忠粹的部下亦轉投崔忠獻陣營。崔忠粹被擊潰，其本人在逃走時在坡平縣被追兵殺害，斬首傳送開京。崔忠獻得知後哭泣地說：「我欲擒耳，何遽殺耶？」將弟弟屍體收葬。因鎮壓崔忠粹之亂有功，神宗命人將其畫像繪於殿上，又加父母爵號，陞知奏事知御史臺事。

## 鎮壓叛亂、鞏固權力
在崔忠獻執政期間，僧兵和底層人物曾多次起事。比較知名的有1198年的萬積之亂、1199年的溟州民亂、1200年的晉州奴婢叛亂、1202年的耽羅叛亂及慶州別抄軍起義、1203年的榮州及大邱僧兵陰謀叛亂事件，以及1217年興王寺僧兵謀亂事件。曾有數次多達數千名的武裝僧侶湧入開京，以圖推翻崔忠獻。崔忠獻便迫令佛教住持（特別是那些已入佛門而沒有合法身份的王子）離開開京，並使用龐大兵力屠殺武裝僧侶。而對於農民起義，崔忠獻先採用武力平定，然後加以安撫政策。對於一些領袖人物則授以官銜，釋放部份賤民，把他們原本所屬的「部曲」、「鄉」或強制勞動區，合併入常規的縣制，終於把農民的起義平息下去。
神宗元年（1198年），崔忠獻家中的奴隸萬積在開京的北山砍柴時召集奴隸，宣稱自從庚寅年政變以來的掌權者多是卑賤出身，而因此備受迫害的奴隸們也可以起兵反抗官府的統治。他們計劃在興國寺起兵，然後在宦官和奴隸的接應下入城殺死崔忠獻，並焚燒賤籍、釋放奴隸。然而事情敗露，崔忠獻逮捕了其黨羽百餘人，將他們投入江中溺死。
翌年（1199年），崔忠獻以兵部尙書的身份知吏部事，同時掌握的軍權和朝廷的人事任命權。同年，鎮壓了金俊琚的叛亂。神宗三年（1200年），由於屢屢發生謀害他的未遂陰謀，崔忠獻恢復了慶大升時代的都房制度，以私兵來保衛自己並維持統治。「都房」以「班」為單位組成，輪流守衛崔忠獻的私宅及護衛他的出入，具有相當龐大的規模。學者朱立熙指出，崔氏家族主要是靠著擁有廣大的土地來供養私兵。崔氏家族從其佔有中私田得到的租稅與貢品便是財富的泉源，這些資金龐大到足以應付其族人、黨羽及官吏的薪俸所需。當時武人間的傾軋異常激烈，崔忠獻有必要成立這支私人軍隊來自保。而崔氏政權之所以能夠留傳四代之久，靠的就是都房維持統治。
神宗五年（1202年），加崔忠獻為三重大匡、守大尉、上柱國。七年（1204年），神宗讓位給熙宗，熙宗進封崔忠獻為壁上三韓三重大匡、開府儀同三司、守太師、門下侍郎、同中書門下平章事、上將軍、上柱國、判兵部御史臺事、太子太師，待以殊禮，稱呼他為恩門相國。翌年，晉封崔忠獻為晉康侯，准許開府，稱為「興寧府」，可以自行配置屬下。高麗的朝政被興寧府架空，國王只能僅保虛位，成為傀儡君主。，此時的崔忠獻出入宮禁時可以身穿便服、頭遮華蓋，跟隨的侍從門客多達三千人，《高麗史》稱他的威勢為「三韓以來人臣之家所未有」。
熙宗三年（1207年），崔忠獻的外甥大將軍朴晉材自認為手下勇悍之士可同崔忠獻的門人相比，但獲授官職的卻不多，因此懷恨在心，甚至圖謀除去崔忠獻。崔忠獻感到朴晉材必將謀害自己，便召見朴晉材之後將其捉拿，斷其脚筋，然後流放白翎島。數月後朴晉材病死，其門客亦被流放遠島。
熙宗五年（1209年），他選拔學者李奎報，試圖恢復被先前的武臣政權破壞的文化。同年4月，青郊驛吏僞造公牒，召募諸寺僧徒，企圖謀殺崔忠獻。歸法寺僧人逮捕了送公牒者，執送崔忠獻。崔忠獻得知後立即關閉城門，並在迎恩館設置教定都監，以搜查參加政變的嫌疑人。在對參與者進行政治清洗之後，教定都監完全掌握了高麗國內人事、監察、徵稅等各種權力，儼然成為崔氏政權的最高統治機構並存續至崔氏政權滅亡，扮演著類似日本幕府的角色。崔忠獻則以教定別監長的身份統治高麗。

## 廢黜熙宗、擁立康宗
熙宗七年（1211年），內侍郎中王濬明聯絡僧兵，圖謀殺死的崔忠獻。崔忠獻前去壽昌宮謁見熙宗，被宦官引入深宮的廊廡，隨後十餘名僧兵對其發起突然襲擊，擊倒從者數人。崔忠獻得知有變，連忙前去向熙宗求救，但熙宗關上門不理睬他。崔忠獻迫不得已躲進了奏事房紙障間，僧人四處搜查但依然找不到他。金躍珍、鄭叔瞻當時正在重房，得知事變後入宮，將崔忠獻救出。隨後崔忠獻的支持者指諭申宣冑、奇允偉等入宮攻打僧兵。而都房得知崔忠獻平安無事後亦入宮，僧兵敗走。經歷此次險些得手的政變後，崔忠獻當即廢黜熙宗並將其流放到江華島，另立明宗的兒子漢南公王貞，是為康宗。1212年，「興寧府」改稱「晉康府」，封文經武緯嚮里措安功臣。1213年，康宗去世，高宗繼位。1217年，興王寺、弘圓寺、景福寺的僧兵圖謀暗殺他，但沒有成功。
高宗五年（1218年），崔忠獻年滿七十，向高宗請求致仕。高宗知道他仍想執政，便賜予几杖，不准其請。翌年，賜姓王氏。

## 去世及權力過渡
高麗高宗六年（1219年），發生「月犯熒惑」的天象，日官聲稱將有一位貴人死去。同年崔忠獻身患重疾，還几杖，又請還賜姓，並赦免流放者和囚徒。崔忠獻預料到自己離世後可能有人作反生事，便叮囑兒子崔怡（即崔瑀）切勿前來看望。果然，崔忠獻手下的幾位將領崔俊文、池允深、柳松節、金德明等人密謀暗殺崔怡並擁立崔忠獻的次子崔珦，便不斷促請崔怡到病重的崔忠獻家中看望。崔怡遵照父親叮囑，沒有上當。後來金德明反悔，把陰謀告訴崔怡，讓崔怡作好準備，而崔俊文、池允深仍不知就裡，親自上門找崔怡，欺騙他「公疾革，宜速往候」，崔怡見勢即捉拿二人，進行懲處，平息了這次危機。同年九月二十日（儒略曆10月29日），崔忠獻於安興里私宅去世，享年七十一歲。死後，高宗贈其「特進、金紫光祿大夫、守太師、開府儀同三司、中書令、上柱國、上將軍、判御史臺事」，食邑一萬戶，食實封二千戶，封晋康公，諡景成。十二月二十四日（儒略曆1220年1月31日），高宗為崔忠獻舉辦喪禮，百官縞素為其送葬。崔忠獻享受國王一樣等級的喪禮，史載「秘器、羽葆、鼓吹、旗常擬於王者。」葬於凰鳳山西南麓，由趙冲為其撰寫墓誌銘。該墓誌銘於1918年被發現，現收藏於日本東京國立博物館。
崔忠獻死後，崔氏政權又傳了崔怡、崔沆、崔竩三代。1258年崔氏政權滅亡後，有大臣奏稱：「崔忠獻罪盈惡積，崔怡專權擅命。宜削去圖形，罷廟庭配享。」於是高宗下令將崔忠獻、崔怡二人壁上功臣的畫像抹去，又將崔怡的從祀牌位從康宗廟中移出。

## 家庭
- 父：崔元浩[1]
- 母：晉康國大夫人柳氏（上將軍柳挺先女）[2]
- 姐：牛峯崔氏
  - 甥：朴晉材（朝鲜语：박진재）[1]
- 弟：崔忠粹（朝鲜语：최충수）[1]

- 妻：宋氏（上將軍宋清女）[16]
- 妻：綏成宅主（朝鲜语：수성택주）任氏（門下侍中任元厚（朝鲜语：임원후）孫女。本是將軍孫洪胤妻，崔忠獻「殺洪胤，聞其美，私之」）[17]
- 妻：靜和宅主王道人（高麗康宗庶女）[17]
- 妾：紫雲仙（本為將軍李至榮（朝鲜语：이지영 (고려)）之妾。李至榮死後，被崔忠獻納為妾）
- 婢：桐花（「貌美，里人多通，忠獻亦私之」，後來忠獻知道桐花喜歡貢生崔俊文後，便把俊文留在她身邊，加以寵任。）[7]

- 長子：崔怡（原名崔瑀。母宋氏）[16]
- 次子：崔珦（朝鲜语：최향 (1168년)）（母宋氏）[16]
- 長女：早卒
- 次女：牛峯崔氏（嫁上將軍任孝明（朝鲜语：임효명））
- 三子：崔球（母靜和宅主王氏）[16]
- 四子：曹洞宗禪師，名失傳（母靜和宅主王氏）[2]
- 五子：崔𤧵（原名崔珹，娶熙宗第三女德昌宮主（朝鲜语：덕창궁주）。母綏成宅主任氏）[16]

## 評價
- 朝鮮王朝時期史官以封建秩序的角度，認為崔忠獻的所作所為，對王室極為不利，如《高麗史·明宗世家》「史臣贊曰：『崔忠獻乘釁以起，而王反見放逐，子孫不保，自是權臣相繼執命，王室之不亡，若綴旒者幾百年，嗚呼痛哉！』」[18]在《熙宗世家》裡又批評當時是主弱臣强的時代：「是時忠獻執國命已有年矣，廣植黨與，專擅威福，熙宗雖欲有為，何以哉！」[19]
- 近代韓國學者李丙燾認為崔忠獻功大於過：「計忠獻一生之中，凡立四王（神宗、熙宗、康宗、高宗）、廢二主（明宗、熙宗），其威權世襲至其子（瑀），與孫（沆）與曾孫（竩），三代。不過，忠獻還是一個富於義氣，廉恥與有度量的英雄，曾因痛惡其弟（忠粹）之不義、不孝與不睦，而將其殺害。對於政治、經濟的改善與正肅綱紀方面，亦有不少建樹。」[8]此外，李丙燾提到崔忠獻以武人身份掌權，達到了另一種更重要的效果，就是「蒙古之入寇，即在崔氏執政時代中，其得以長期抵抗蒙古，實係有堅强武力政權存在之故。」[20]
- 台灣學者簡江作認為，崔忠獻穩定了武人傾軋權力的亂象，「在武人政權樹立之後由於相互爭奪政權，加諸農民、賤民的反抗，終導致社會的混亂。崔忠獻順利地撫平這混亂的局面，而成功地建立了獨裁政權。」[21]

## 相關影視作品
- 《武人時代》，KBS，2003年~2004年，演員：金甲洙、柳德煥、姜載（朝鲜语：강재 (배우)）
- 《武神》，MBS，2012年，演員：朱鉉